# Dominicas kvindefodboldlandshold
Dominicas kvindefodboldlandshold er det nationale kvindefodboldlandshold i Dominica som reguleres af Dominica Football Association. Dominica tilhører bunden i CONCACAF. Imidlertid udmærker Dominica sig fordi de har stillet op i alle arrangementer der har fundet sted siden de debuterede i 2002.
Dominica debuterede i 2002, da de spillede i kvalificeringen til Gold Cup 2002. De røg ud allerede i før-kvalificeringen, da de spillede mod Trinidad og Tobago, og tabte med tilsammen 0-22.
Dominicas indsats i Gold Cup 2006 var noget bedre, da de i gruppespillet i den caribiske del, som de var førkvalificeret til, spillede uafgjort mod Grenada. De fik også begrænset deres tab mod Trinidad og Tobago til 0-6.
I kvalificeringen til OL i Beijing gik de lidt dårligere for ø-staten, som tabte i samtlige kampe mod hh. Jamaica, Bermuda og Antigua og Barbuda.
Dominica stillede også op til Gold Cup 2010, hvor de tabte begge kampe i slutspillet, men det lykkedes dem at begrænse tabene. Mod Saint Kitts og Nevis blev det et tomålstab, mens de tabte 0-6 mod Puerto Rico.

## Resultater

### VM
| World Cup Finals | World Cup Finals       | World Cup Finals | World Cup Finals | World Cup Finals | World Cup Finals | World Cup Finals | World Cup Finals | World Cup Finals | World Cup Finals |
| År               | Resultat               | GP               | W                | D*               | L                | GF               | GA               | GD               |                  |
| ---------------- | ---------------------- | ---------------- | ---------------- | ---------------- | ---------------- | ---------------- | ---------------- | ---------------- | ---------------- |
| 1991             | Deltog ikke            | -                | -                | -                | -                | -                | -                | -                |                  |
| 1995             | Deltog ikke            | -                | -                | -                | -                | -                | -                | -                |                  |
| 1999             | Deltog ikke            | -                | -                | -                | -                | -                | -                | -                |                  |
| 2003             | Kvalificerede sig ikke | -                | -                | -                | -                | -                | -                | -                |                  |
| 2007             | Kvalificerede sig ikke | -                | -                | -                | -                | -                | -                | -                |                  |
| 2011             | Kvalificerede sig ikke | -                | -                | -                | -                | -                | -                | -                |                  |
| 2015             | Endnu ikke fastlagt    | -                | -                | -                | -                | -                | -                | -                |                  |
| Total            | 0/6                    | -                | -                | -                | -                | -                | -                | -                |                  |

*Omfatter kampe vundet på straffespark.

### CONCACAS
| Women's Gold Cup | Women's Gold Cup       | Women's Gold Cup | Women's Gold Cup | Women's Gold Cup | Women's Gold Cup | Women's Gold Cup | Women's Gold Cup | Women's Gold Cup | Women's Gold Cup |
| År               | Resultat               | GP               | W                | D*               | L                | GF               | GA               | GD               |                  |
| ---------------- | ---------------------- | ---------------- | ---------------- | ---------------- | ---------------- | ---------------- | ---------------- | ---------------- | ---------------- |
| 1991             | Deltog ikke            | -                | -                | -                | -                | -                | -                | -                |                  |
| 1993             | Deltog ikke            | -                | -                | -                | -                | -                | -                | -                |                  |
| 1994             | Deltog ikke            | -                | -                | -                | -                | -                | -                | -                |                  |
| 1998             | Deltog ikke            | -                | -                | -                | -                | -                | -                | -                |                  |
| 2000             | Deltog ikke            | -                | -                | -                | -                | -                | -                | -                |                  |
| 2002             | Kvalificerede sig ikke | -                | -                | -                | -                | -                | -                | -                |                  |
| 2006             | Kvalificerede sig ikke | -                | -                | -                | -                | -                | -                | -                |                  |
| 2010             | Kvalificerede sig ikke | -                | -                | -                | -                | -                | -                | -                |                  |
| Total            | 0/8                    | -                | -                | -                | -                | -                | -                | -                |                  |

*Omfatter kampe vundet på straffespark.